# Robert Lehman
Pour les articles homonymes, voir Lehman.
Robert Lehman (29 septembre 1891 – 9 août 1969) était un banquier américain, né à New York. Fils de Philip Lehman (1861-1947), dirigeant de la Lehman Brothers Investment Bank. Il fut diplômé de l'Université Yale en 1913.
Il ne doit pas être confondu avec son fils Robin Lehman, né Robert Owen Lehman Jr (né en 1936), documentariste et collectionneur d'autographes musicaux, notamment de Maurice Ravel, en dépôt à la Morgan Library and Museum de New York.